# Suzuki RV

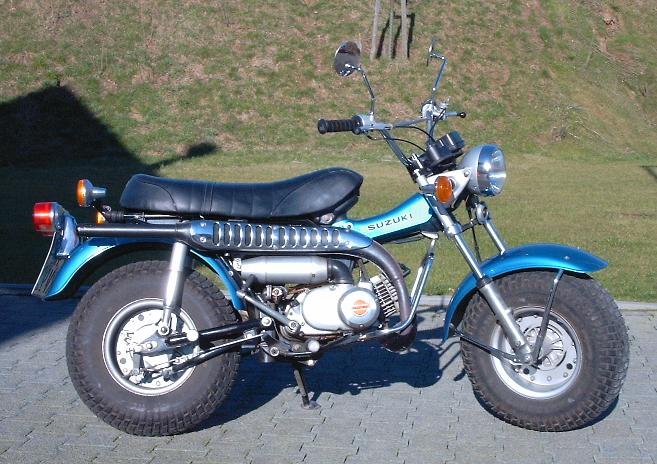
Suzuki RV 90

Die Modelle Suzuki RV sind eine Serie von Scramblern des japanischen Herstellers Suzuki. Die Bezeichnung „RV“ steht für „Recreation Vehicle“, frei übersetzt Erholungs- und Freizeitfahrzeug.
Die Stärke einer RV ist das Befahren von Sand, wenn man den Luftdruck der Reifen etwas absenkt. Aus diesem Grund wird die RV auch als „Beach-Bike“ (Strandmotorrad) bezeichnet.

## Varianten
Es begann 1971 mit der RV 90 (auch Rover genannt), gefolgt von der RV 50 (1972–1982, Mokick als Ein- und Zweisitzer) und der RV 125 (in Deutschland ab 1974–1981, auch Tracker genannt). Die Suzuki RV 125 verfügt über einen luftgekühlten Einzylinder-Zweitaktmotor mit 123 cm³ und einer Leistung von 9,8 PS (7,3 kW) bei 6000/min. Zwischenzeitlich wurde die RV 50 auch mit 6,5 PS-Motor (bei 72 cm³ Hubraum) als RV 75 gebaut. Für die RV 90 gab es für Deutschland einen Umbausatz, der es durch die Reduzierung des Hubraums auf 80 cm³ ermöglichte, sie als Leichtkraftrad zuzulassen.
- RV 50: Der Vergaser ist auf der rechten Seite am Kurbelgehäuse angeflanscht und versorgt den Zylinder mittels Membran und Überströmkanälen mit Frischgas.
- RV 90: Einlaßsteuerung über Membranventil (Reed Valve) und Überströmkanäle
- RV 125: Der Vergaser ist hinten am Zylinder angeflanscht, konventionelle Schlitzsteuerung mit Überströmkanälen

## Testbericht Suzuki RV 125 (April 2014)
Zum Rasen verleitet denn auch die Suzuki RV 125 nicht, die enorm breite Lenkstange und die lässige Herrenfahrer-Sitzhaltung machen das Rollen mit Dreiviertelgas zum Genuss, die theoretische Höchstgeschwindigkeit von einst gemessenen 92 km/h (das Werk gibt 90 an) interessiert kaum. Zumal auch die Fahrwerksqualitäten und der Geradeauslauf mit zunehmendem Tempo aufregendere Abenteuer versprechen. Bei der Stoßabsorption auf schlechten Pisten kommen den kaum gedämpften Federelementen zum Glück die Ballonreifen zu Hilfe, die einen Teil der Arbeit übernehmen.

## Neuauflage

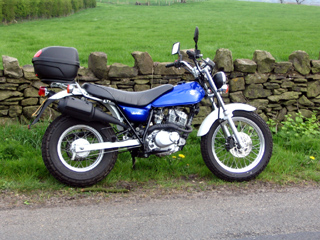
2005er Suzuki RV 125 VanVan

Seit 2002 existiert eine Neuauflage der RV als RV 125 VanVan und RV 200 VanVan, die sich aber sowohl konstruktiv als auch optisch deutlich von der ehemaligen Serie unterscheiden. Die „neue“ RV 125 wird jetzt von einem luftgekühlten Einzylinder-Viertaktmotor (SOHC) angetrieben, der aus 125 cm³ eine Leistung von 12 PS (8,9 kW) bei 9500/min entwickelt. Die Zusatzbezeichnung „VanVan“ existierte teilweise auch für die alten Modelle.
Auch sind Weiterentwicklungen aus Fernost zu kaufen, z. B. die T-Rex 50 und T-Rex 125 von der chinesischen Firma Sky Team. Von derselben Marke ist die V-Raptor 50, 125 und 250 auf dem Markt, welche der 2005er Suzuki RV 125 VanVan entspricht.